# Leo Goldberg
Leo Goldberg (* 26. Januar 1913; † 1. November 1987) war ein US-amerikanischer Astronom.
Goldberg wuchs in finanziell beschränkten Verhältnissen in einer Einwandererfamilie in New York und New Bedford auf. 1930 erhielt er ein Stipendium für die Harvard University. Zunächst studierte er Ingenieurwissenschaften, wechselte dann aber bald unter dem Einfluss von Donald Menzel zur Astronomie. 1938 promovierte er in über Linienintensitäten im  Spektrum von Helium und blieb danach zunächst in Harvard. 1941 ging er an das für Sonnenbeobachtung bekannte McMath-Hulbert-Observatorium, wo er während des Kriegs an einem Projekt zur U-Boot-Bekämpfung arbeitete. 1946 begann er als Leiter des Astronomiedepartments und Observatoriumsdirektor an der University of Michigan eine erfolgreiche Karriere in Führungspositionen in der Astronomie.
Beginnend mit der Zusammenarbeit mit Menzel befasste sich Goldberg mit Atomphysik, der Berechnung von Linienstärken und ihrer Anwendung zur Bestimmung von Elementhäufigkeiten aus Spektren der Sonne im sichtbaren Licht und nahen Infrarot.
In den späten 1950er Jahren erkannte er das Potential von Weltraumobservatorien für die Sonnenbeobachtung und begann Experimente zur Abbildung der Sonne und ihrer Korona in Spektrallinien hoch ionisierter Elemente vorzubereiten. Nach Überwindung vieler Schwierigkeiten waren die Satelliten IV und VI der Orbiting-Solar-Observatory-Serie sowie Sonnenbeobachtungen von Skylab aus große Erfolge.
Goldbergs exzellente organisatorische Fähigkeiten erbrachten ihm führende Positionen im Wissenschaftsmanagement. Er war Leiter der Observatorien der University of Michigan (1946–1960) und der Harvard University (1960–1971) und des Kitt-Peak-Nationalobservatoriums (1971–1977) und an der Gründung des Kitt-Peak-Nationalobservatoriums und des National Radio Astronomy Observatory beteiligt. Von 1964 bis 1966 war er Präsident der American Astronomical Society und von 1971 bis 1976 Präsident der Internationalen Astronomischen Union.

## Ehrungen
- 1956 Mitglied der American Academy of Arts and Sciences
- 1958 Mitglied der National Academy of Sciences
- 1958 Mitglied der American Philosophical Society
- 1970 Ehrendoktor der University of Massachusetts
- 1973 Distinguished Service Medal der NASA
- 1973 Henry Norris Russell Lectureship
- 1974 Ehrendoktor der University of Michigan
- 1977 Ehrendoktor der University of Arizona
- 1991 Namensgeber für den Asteroiden (3572) Leogoldberg